# 火星飞越

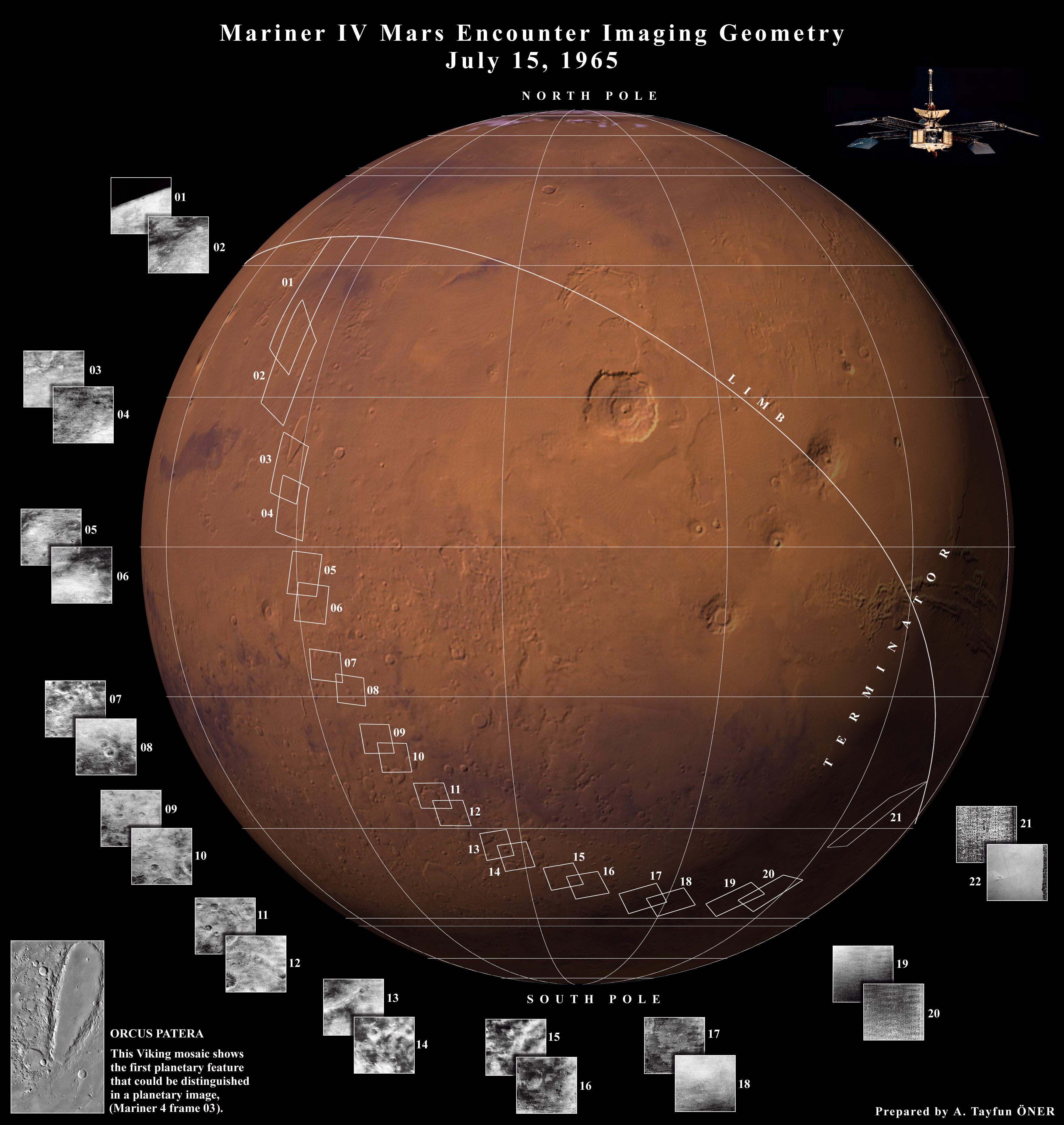
水手4号飞越过程中收集的现代地图上地点的数据。

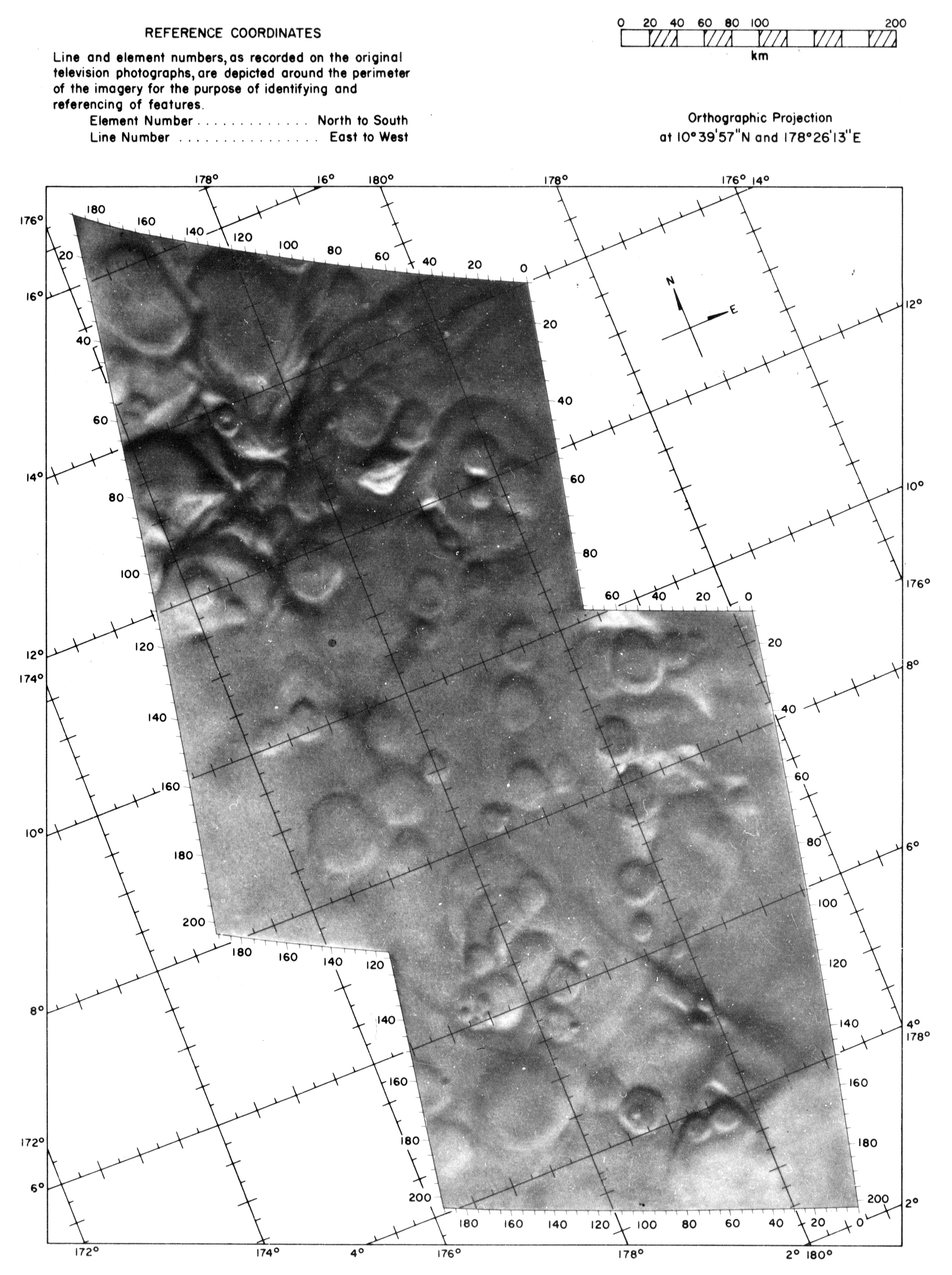
显示了投影在地图网格上水手4号飞越中拍摄的两帧地面照片

火星飞越（Mars flyby）是指航天器从火星附近飞过，但不进入环绕轨道或在其表面着陆的飞行。无人太空探测器使用这种方法收集火星上的数据，而非绕轨或着陆。为飞越设计的航天器也称为“飞越巴士”或“飞越探测器”。

## 概念
火星飞越的一种应用是用于载人任务，在着陆并在表面停留一段时间后，上升段将与另一艘从地球发射的无人航天器进行交会飞行。这将意味着着陆舱的上升段将必须达到与飞越航天器相同的速度，但返回地球所需的航天器不必进入或留在火星轨道。
宇航员们前往火星途中所居住的飞船将进行火星飞越，机组人员则需离开进入着陆舱。该方案的优点是返回地球的探测飞船不必进入并留在火星轨道，但着陆舱的上升段须在飞船飞离太远前，重新在太阳轨道上与它进行太空交会，因而停留在火星上的时间则受到限制。环太阳的火星循环轨道定期经过火星和地球。在行星际航行期间，宇航员将住在飞船舱中。飞越着陆模块的概念是，着陆舱和飞越航天器将在太阳轨道上分离，着陆舱将首先加速到达火星，然后在火星上着陆，同时探测飞船则飞越火星进入火星循环轨道，然后在地面任务结束后，着陆舱上段升起飞并将机组人员转移到飞船（另请参见火星探测飞船）。
或者，也可进行载人绕火星飞行并返回地球，不需在火星分离。

## 历史

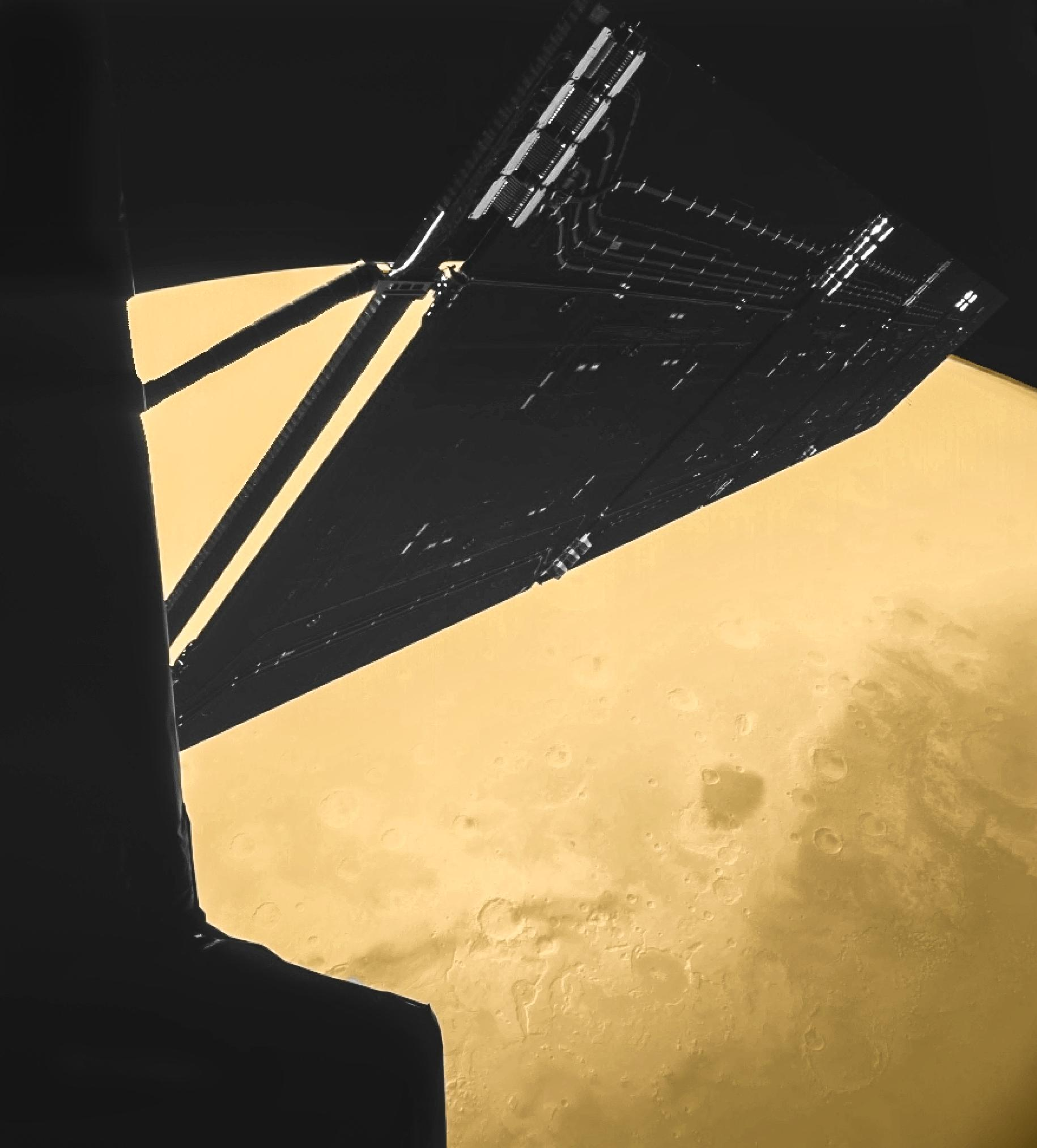
2007年2月，菲莱号上的着陆器成像系统拍摄的号罗塞塔号探测器及火星的照片。

1965年7月，水手4号飞越火星并发回了数据，为公众和科学家提供了更接近火星的图像。在飞越期间，水手4号拍摄了21张照片，约占火星表面的1% 。直到水手9号轨道飞行器才对火星进行了全球地图测绘。1972年至1973年期间，该轨道飞行器拍摄了数千张高达每像素100米的图像。地基光学望远镜的观测必须透过火星大气层，这会使图像模糊，即使在地球与火星距离最近时，也只能分辨约300公里（190英里）范围内的特征。
1999年10月，深空1号在飞越布莱叶小行星后对火星进行了观测，虽然这是一次极遥远的飞越，但它确实成功地使用微型集成相机和光谱仪(MICAS)拍摄到该行星的多个红外光谱。
2018年11月26日，在洞察号着陆器进入、下降和着陆阶段期间，火星立方体一号（MarCO），两颗飞越的立方卫星都抵达了火星并成功地转发了洞察号的数据。

## 火星飞越列表

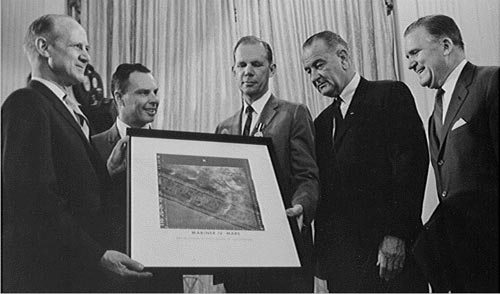
一张水手4号在火星飞越过程中拍摄的照片被送交给了美国总统

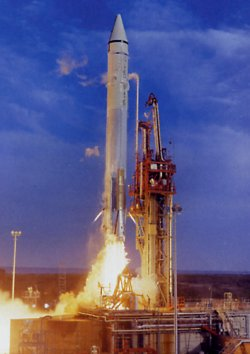
水手7号升空

### 二十世纪
- 水手号计划航天器
  - 水手4号，用21幅图像绘制了1%的火星地图，并发回了其他数据[7]；
  - 水手6和7号从火星飞越发回的数据，用数百张更接近的图像绘制了约20%的火星[7]。
- 火星计划航天器 
  - 1960年在火星1M（火星1960A和火星1960B）下进行了两次火星飞越尝试；
  - 第三次尝试飞越火星的是前苏联“火星2MV-4第1号”[12]，也称为火星1962A或斯普特尼克22号，1962年作为火星计划的一部分发射[13]，但由于火箭故障，它在近地轨道被销毁[14]；
  - 火星1号也于1962年发射，但在抵达火星之前通信中断[15]；
  - 1974年，火星4号实现了飞越，并探测到了夜间的电离层[15]；
  - 火星6号和7号是由仪表飞行平台搭载的火星着陆器[16]。

### 二十一世纪
- 黎明号，最接近距离为549公里[17][18]；
- 罗塞塔号,[19]，250公里以内[2]；
- 希望号[20]，相距约1000公里[21]；
- 火星立方体一号，洞察号着陆器的双飞越中继通信立方卫星[11]；
- 天问一号可展开式相机，在深空拍摄的天问一号。

## 另请查看
- 地球飞越列表
- 火星任务列表
- 行星飞越列表